# James Cockerill

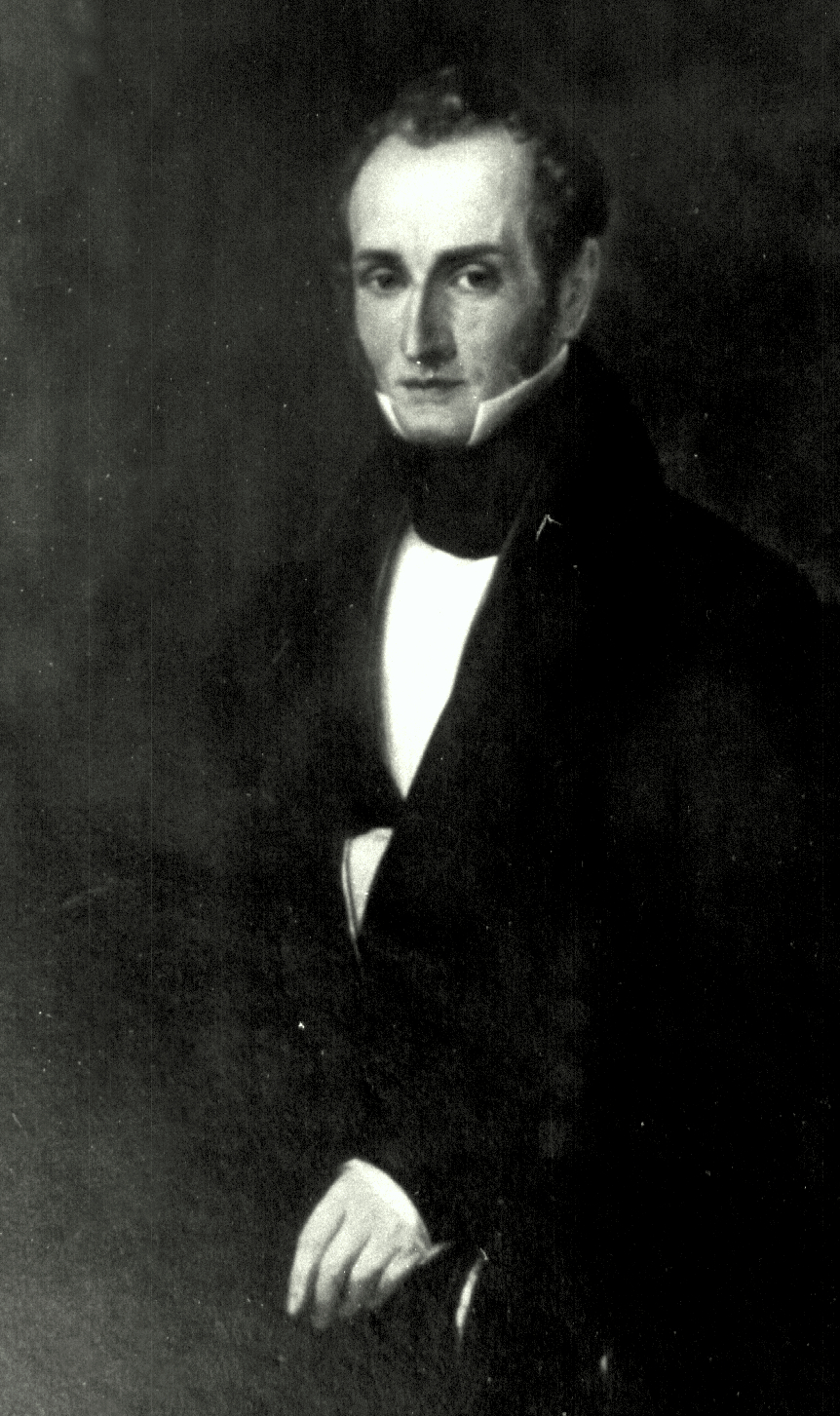
Charles James Cockerill

Charles James Cockerill (* 2. Mai 1787 in Haslingden, Rossendale, Lancashire; † 8. Mai 1837 in Aachen) war ein Unternehmer, der vor allem die Industrialisierung von Stolberg und Büsbach im damaligen Landkreis Aachen (heute Stadt Stolberg (Rhld.) in der Städteregion Aachen) entscheidend vorantrieb. Er war der Sohn des aus England stammenden und in Verviers und Lüttich tätigen Maschinenfabrikanten William Cockerill, Senior und der Elisabeth (Betty) Charles sowie Bruder von William Cockerill, Junior und John Cockerill.

## Leben und Wirken
Bereits in jungen Jahren trat James in die von seinem Vater 1797 in Verviers gegründete Textilmaschinenfabrik ein, die er 1807 gemeinsam mit seinem jüngeren Bruder John übernahm, nachdem ihr Vater in Lüttich ein neues Werk errichtete. Während John im Jahr 1810 seinem Vater nach Lüttich gefolgt war, wo er zunächst die technische Leitung der Fabrik übernahm, blieb James noch in Verviers und holte auf vielen Werbereisen in Frankreich und Deutschland zahlreiche Aufträge ein. 1811 wurde James Cockerill, seinem Vater und seinem Bruder John in Anerkennung ihrer Leistungen die französische Staatsbürgerschaft verliehen. Schließlich übernahm James mit seinem Bruder John im Jahr 1813 die Gesamtleitung des Lütticher Werkes, nachdem sich ihr Vater allmählich aus dem operativen Geschäft zurückgezogen hatte.
Darüber hinaus richtete James Cockerill ein Jahr später zusammen mit seinem Bruder John in einer ehemaligen Kaserne in Berlin eine moderne Wollspinnerei und Maschinenbauanstalt ein und trug maßgeblich zum Fortschritt der Berliner Wirtschaft bei. Während in der Spinnerei feinste Garne für edle Tuche hergestellt wurden, produzierte die Maschinenfabrik ein breites Spektrum von modernen Maschinen und Werkzeugen hauptsächlich zur Textilproduktion, die in Preußen und außerhalb der Landesgrenzen guten Absatz fanden und wesentlich dazu beitrugen, die preußische Wirtschaft zu modernisieren. Nachdem im November 1831 durch einen Brand ein Großteil der Berliner Werke zerstört worden war, bauten die Brüder John und James die Fabrik zwar wieder auf, aber bedingt durch bürokratische Hindernisse sahen sie sich veranlasst, 1836 ihr Berliner Engagement zu beenden und die Fabrikanlagen zu veräußern

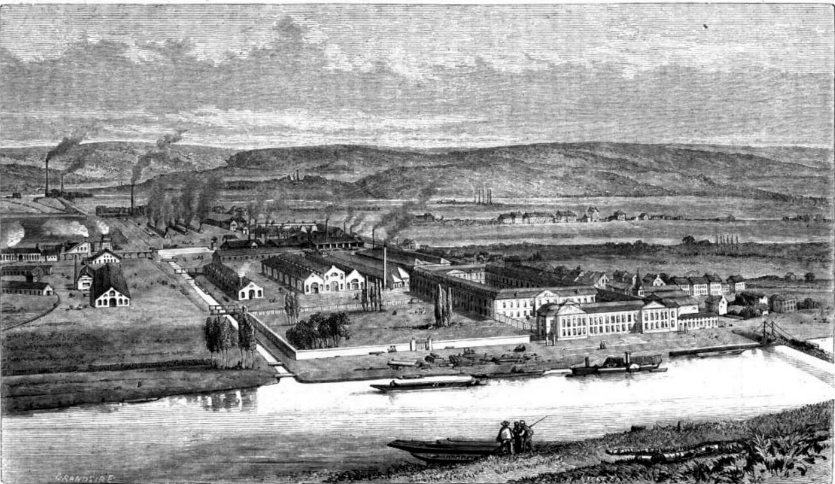
Stammsitz, Schloss und Hauptwerk in Seraing

Nachdem John Cockerill im Jahr 1817 von Wilhelm I., dem König des Vereinigten Königreichs der Niederlande, auch das Schloss von Seraing erworben und dieses zum zentralen Hauptwerk für Eisenherstellung umfunktioniert hatte und ausgehend von den beträchtlichen Steinkohlevorkommen, deren Lager sich in Ost-West-Richtung beinahe durch ganz Belgien erstreckte, bauten die Brüder hier gemeinsam die größte Eisengießerei und Maschinenfabrik Europas auf, die den Grundstein für die Entwicklung eines weitverzweigten Unternehmens bildete und aus der sich später das Montanunternehmen Cockerill-Sambre entwickelte, deren Hauptabsatzmarkt Frankreich sein sollte. Die Investitionen beliefen sich auf 17 Millionen Französischer Francs. Neben den beiden Steinkohlegruben und einer Erzgrube wurden Hochöfen, ein Stahl- und Walzwerk, eine Kesselschmiede und eine Maschinenfabrik betrieben. Im Cockerillschen Unternehmen waren ca. 2500 Personen beschäftigt.

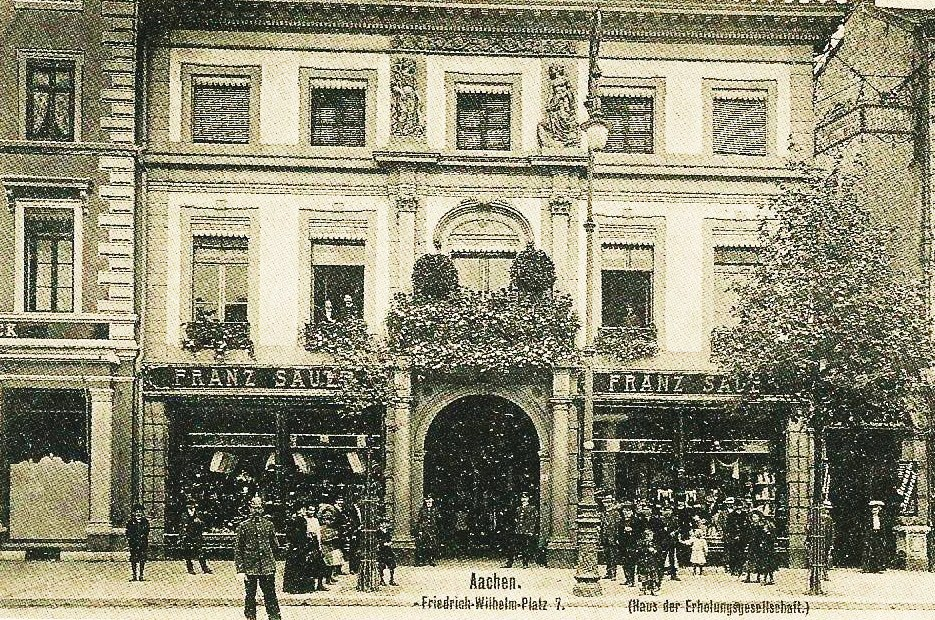
Stadtpalais Cokerill, Friedrich-Wilhelm-Platz 7 in Aachen, später Haus der Erholungsgesellschaft

Im Jahr 1823 verließ James Cockerill das gemeinschaftliche Lütticher/Serainger Unternehmen und verkaufte seine Besitzanteile dem niederländischen König Wilhelm I. Er verlagerte nun sein Engagement schwerpunktmäßig in den Raum Aachen und Stolberg, erhielt aber zwei Jahre später noch zusammen mit seinem Bruder die Konzession für das Bleibergwerk in Plombières, wo erst 1922 die Arbeit eingestellt wurde. In Aachen betrieb James zunächst eine Wollspinnerei mit angeschlossener Textilmaschinenfabrik. Mit diesen Maschinen rüstete er unter anderem auch die Tuchfabrik Nellessen in Aachen aus, deren Arbeiter sich daraufhin mit anderen Fabrikarbeitern verbündeten und im Verlauf des Aachener Aufruhrs vom 30. August 1830 vor dem Haus der Familie James Cockerill am Friedrich-Wilhelm-Platz 7, später ab 1837 das „Haus der Erholungsgesellschaft“, zogen, weil sie ihn für die sinkenden Löhne und die Konkurrenz durch die Maschinen mitverantwortlich machten. Sie zerstörten und plünderten fast vollständig sein Stadtpalais und das Inventar und erst mit Hilfe der Polizei und einer Bürgerwehr konnte der Aufruhr niedergeschlagen sowie in der Fabrik die Produktion wieder angekurbelt werden.
Ebenfalls 1830 erwarb Cockerill die Konzession für den Münsterkohlberg, wo er mit der nach ihm benannten James-Grube den großtechnischen Steinkohlenabbau im Raum Stolberg einleitete. Darüber hinaus war er an den Gruben Ath, bei Bardenberg, Neu-Voccart in Herzogenrath-Straß sowie an den Gruben Kämpchen und Kircheich in Kohlscheid beteiligt. Ferner richtete er 1835 eine Glashütte im Stolberger Stadtteil Münsterbusch ein, die allerdings nur bis 1850 betrieben wurde und deren Gebäudeensemble heute als Museum Zinkhütter Hof dient.
Ab 1831 war James Cockerill bestrebt, eine Eisenbahnstrecke von Aachen über Maastricht nach Belgien bauen zu lassen, was aber zu jener Zeit von den zuständigen Behörden zunächst abgelehnt wurde, weil diese ein reines Eigeninteresse befürchteten. Erst 1846 konnte das Vorhaben durch die neu gegründete Aachen-Maastrichter Eisenbahn-Gesellschaft verwirklicht werden. Stattdessen ließ Cockerill zum Abtransport der Kohle 1836 eine Straße von Stolberg über Eilendorf, wo sein Bruder John die Galmeigrube Herrenberg betrieb, nach Aachen bauen, die 1843 an die Metallurgische Gesellschaft zu Stolberg überging und für die bis 1892 noch Straßenbenutzungsgebühren gezahlt werden musste. Auf Stolberger Gebiet trägt diese Straße noch heute Cockerills Namen, wogegen sie auf Eilendorfer Gebiet später in „von-Coels-Straße“ umbenannt wurde.
Nachdem 1836 die Vereinigungsgesellschaft für Steinkohlenbau im Wurmrevier auch mit finanzieller Unterstützung James Cockerills gegründet worden war, überführte er einen Teil seiner Gruben in diese Gesellschaft, wogegen die James-Grube drei Jahre nach seinem Tod 1837 in die im Jahr 1838 gegründete Metallurgische Gesellschaft zu Stolberg integriert wurde, deren Hauptkapitalgeber posthum ebenfalls James Cockerill war.
In seiner Freizeit engagierte sich James Cockerill intensiv für den Pferderennsport und unterhielt auf seinem Schloss Berensberg ein erfolgreiches Gestüt. Nachdem bereits sein Vater im belgischen Badeort Spa Pferderennen nach englischem Vorbild eingeführt hatte, gehörte James im Jahre 1821 zu den Mitinitiatoren der Rennen auf der Brander Heide vor den Toren der Stadt Aachen. Diese Renntradition wurde später von Cockerills Enkeln, den Herrenreitern Henry und Otto Suermondt, fortgesetzt.
Darüber hinaus gehörte James Cockerill seit 1819 dem Club Aachener Casino an.

## Familie
James Cockerill heiratete im September 1813 im Rahmen einer Doppelhochzeit Caroline Elisabeth Pastor (1791–1836), Tochter des Burtscheider Tuchfabrikanten Philipp Heinrich Pastor (1752–1821), während sein Bruder John zugleich deren Schwester Johanna Friederike Pastor (1795–1850) ehelichte. James und Caroline hatten je drei Söhne und Töchter:
- Charles (Juli 1814-August 1814) wurde nur zwei Monate alt
- Amalie Elisabeth (1815–1859) heiratete später den Unternehmer und Kunstmäzen Barthold Suermondt, der nach James Cockerills Tod für die Verwaltung des Familienvermögens verantwortlich und auch mit seinen Brüdern als Alleinerbe des kinderlosen John Cockerill eingesetzt worden war.
- Nancy Friederika (1816–1854), ehelichte den Montanindustriellen Max Haniel (1813–1887), Sohn des Unternehmers Franz Haniel.
- Charles James (1817–1874), späterer Rittergutsbesitzer, heiratete die Fabrikantentochter Louise Wagner (1817–1874).
- Caroline (1819–1867), heiratete den Bankier Karl Suermondt (1822–1909), einen Bruder von Barthold Suermondt.
- Philipp Heinrich Cockerill (1821–1903) wurde zunächst Mitinhaber der Cockerillschen Werke in Seraing und nach seiner Heirat mit Thusnelde Emilie Haniel (1830–1903), Schwester des zuvor erwähnten Max Haniel, der Zechen „Zollverein“, „Rheinpreussen“, der Gewerkschaft „Neumühl“, der „Gutehoffnungshütte“ sowie der Firma Franz Haniel & Cie. in Ruhrort.

Um 1820 erwarb James Cockerill von der Witwe Offermanns das Stadtpalais auf dem Friedrich-Wilhelm-Platz Nr. 7 in Aachen sowie das Landgut in Berensberg am Rande von Laurensberg. Um den Unruhen durch die Belgische Revolution auszuweichen, verbrachte ab 1830 bis zu seinem Tod 1832 Cockerills mittlerweile verwitweter und eigentlich in Spa wohnender Vater seinen Lebensabend auf Berensberg.
Darüber hinaus übernahm James Cockerill 1823 das Schloss Alensberg in Moresnet bei Plombières, welches er später testamentarisch seiner Tochter Caroline und ihren Ehemann Karl Suermondt übertrug. Nach Karls Tod ging das Anwesen zunächst auf seinen Sohn Armand (1849–1921) über, der das Schloss aufwändig restaurierte und nach dessen Tod auf seinen Bruder Arthur (1845–1922). Dieser verstarb jedoch auch nur ein Jahr später und seine Familie gab das Anwesen daraufhin zum Verkauf frei.
James und Caroline Cockerill selbst fanden ihre letzte Ruhestätte als Erbbegräbnis in der Gruft der Familie Pastor auf dem Heißbergfriedhof Burtscheid/Aachen.